# 准母
准母，是在天皇的生母死後，指定其他女性成為天皇的母親。和養母不同的是，准母通常不太需要對天皇盡養育之責，更有些天皇在指定准母時早已成人，因為准母只是在宮中例行儀式上所需的一個象徵。

## 沿革
平安時代的堀河天皇即位時只有八歲，而生母藤原賢子早已過世，因此在寬治元年（1087年）由天皇的同母姐媞子內親王成為堀河天皇准母。往後，在生母逝世後才即位的天皇，一般都有冊立准母的習慣。
一開始，准母的選定是為了在例行儀式上所需的一個象徵，但之後演變為一種對於女性皇族的榮銜（近似於尊稱皇后）。一般准母的人選，是從先帝的嫡妻，或是天皇姑母、叔母、同父的未婚內親王等女性皇族中選出。但在平安時代末期後，因為皇室權威的低落，使得有非皇族出身女性卻成為准母的情形出現，如：
- 平盛子：藉父親平清盛之勢成為外甥高倉天皇的准母
- 日野康子：以室町幕府三代將軍足利義滿的正室身分成為後小松天皇准母

准母和國母、女院、尊稱皇后、准后等封號一般，在明治維新後全數廢止。